# Xyleborus glabratus
Espèce
Xyleborus glabratus est une espèce envahissante de très petits coléoptères aux États-Unis. Il est associé aux micro-champignons Ambrosia, particulièrement à l'espèce Raffaelea lauricola, dont il est le principal vecteur. Ce champignon cause la maladie du flétrissement de l'avocatier (en), susceptible de tuer plusieurs espèces d'arbres nord-américains de la famille des Lauraceae, notamment les lauriers de Caroline (en), les sassafras et l'avocatier,.

## Systématique
L'espèce Xyleborus glabratus a été décrite en 1877 par l'entomologiste allemand Wilhelm Josef Eichhoff (d) (1823-1893).

## Distribution
Xyleborus glabratus est originaire d'Asie, notamment d'Inde, du Japon, de Birmanie et de Taïwan. Il a été détecté pour la première fois en 2002 aux États-Unis, où il peut être arrivé dans des produits en bois, des matériaux d'emballage ou des palettes. Xyleborus glabratus et la maladie du flétrissement de l'avocatier (en) se sont depuis propagés dans une grande partie des plaines côtières du golfe du Mexique et de l'Atlantique, de l'Est du Texas et de l'Arkansas à la Caroline du Nord, et en 2019 ils ont été découverts dans le Kentucky et le Tennessee.

## Identification

### Adultes
La femelle Xyleborus glabratus est un petit coléoptère en forme de cigare de 2,1 à 2,4 mm de long, de couleur noire ou brun ambré. Sa surface dorsale est généralement glabre et brillante par rapport aux autres coléoptères de l'ambrosia. Elle est spécifiquement identifiable aux caractères de la déclivité de ses élytres, notamment sa forme abrupte et convexe par rapport aux autres Xyleborus, et par la grande taille de leurs indentations.

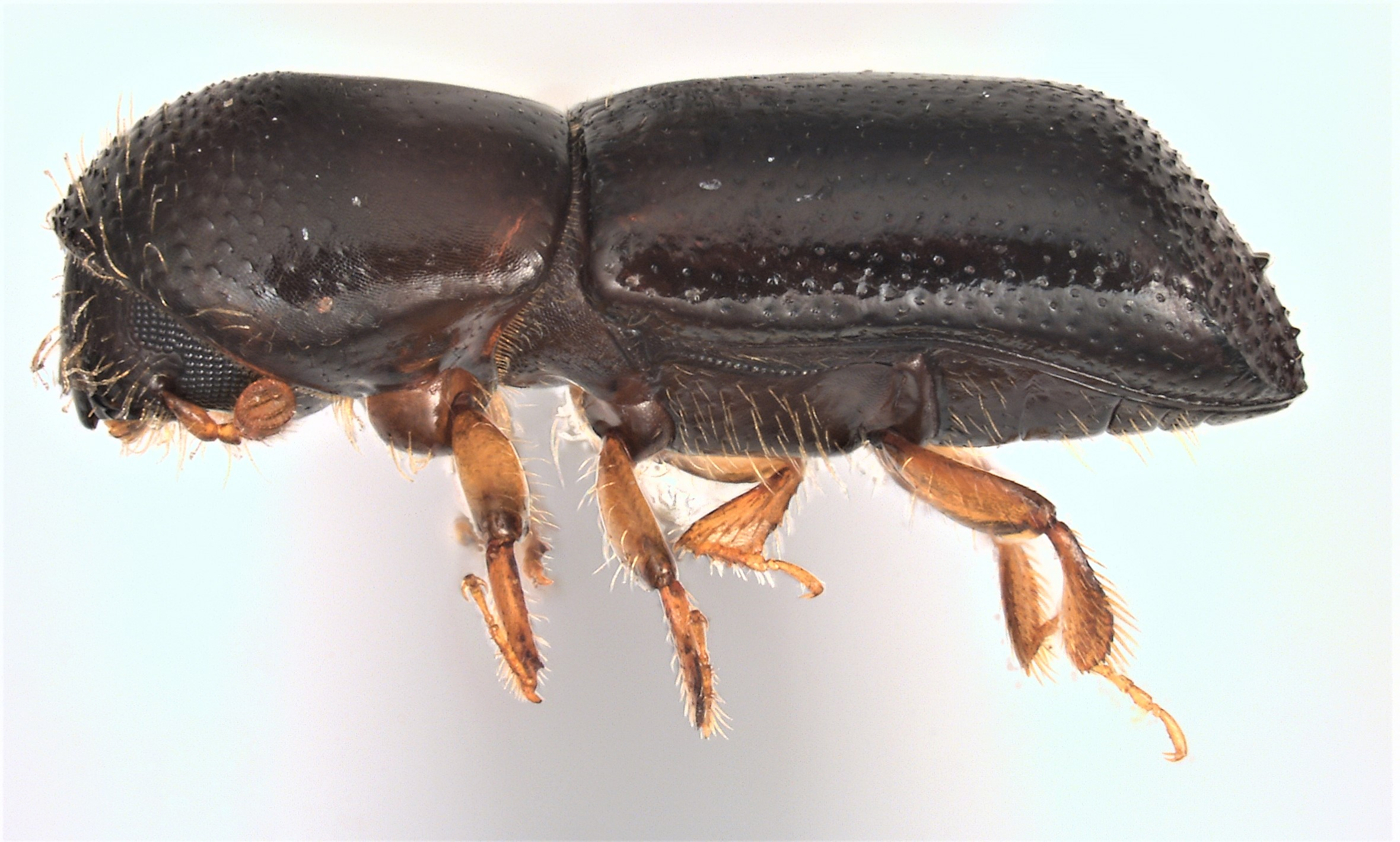
Vue latérale d'une femelle X. glabratus. Longueur 2,4 mm.
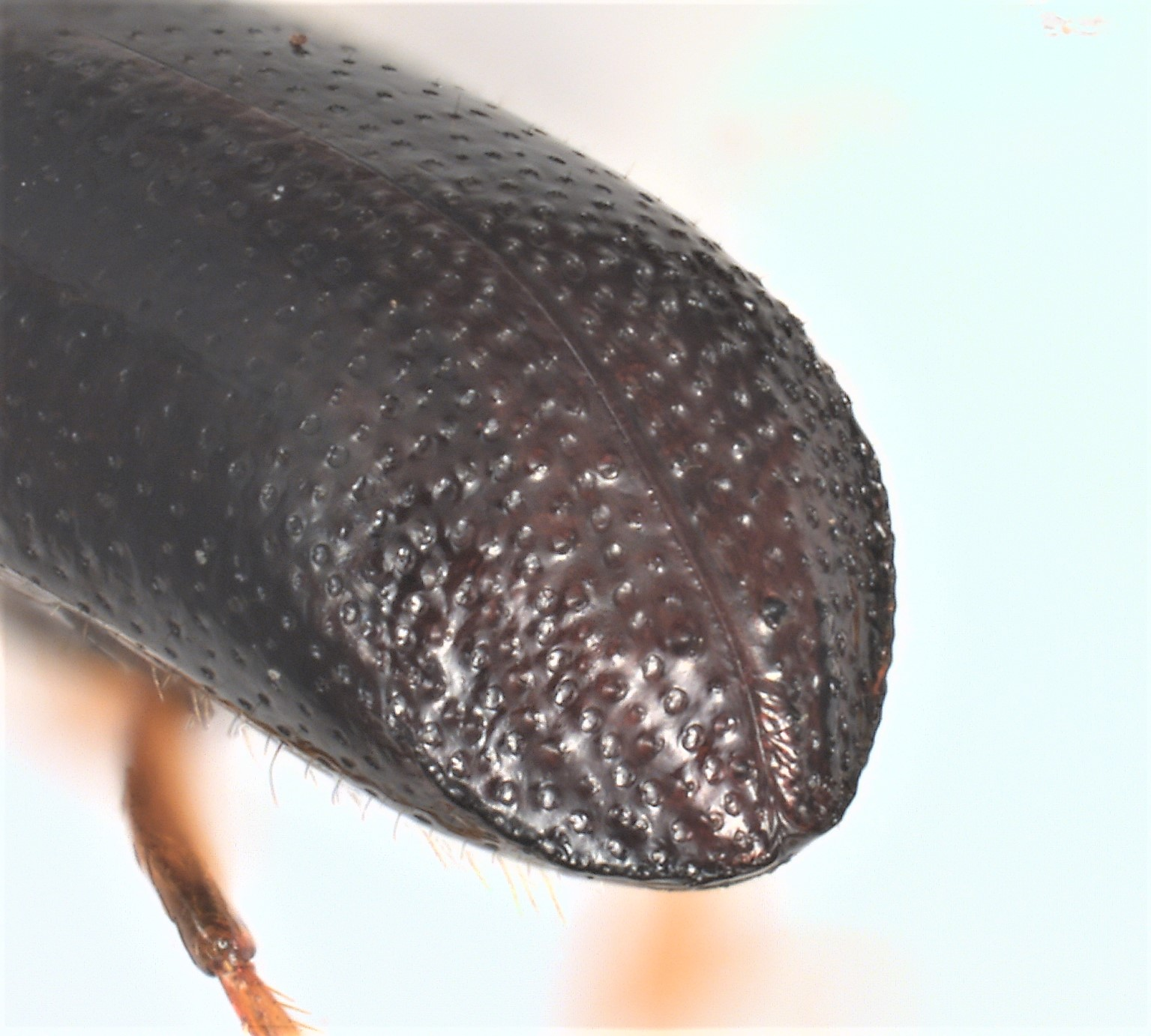
La déclivité des élytres d'une femelle X. glabratus.

### Larves et chrysalides

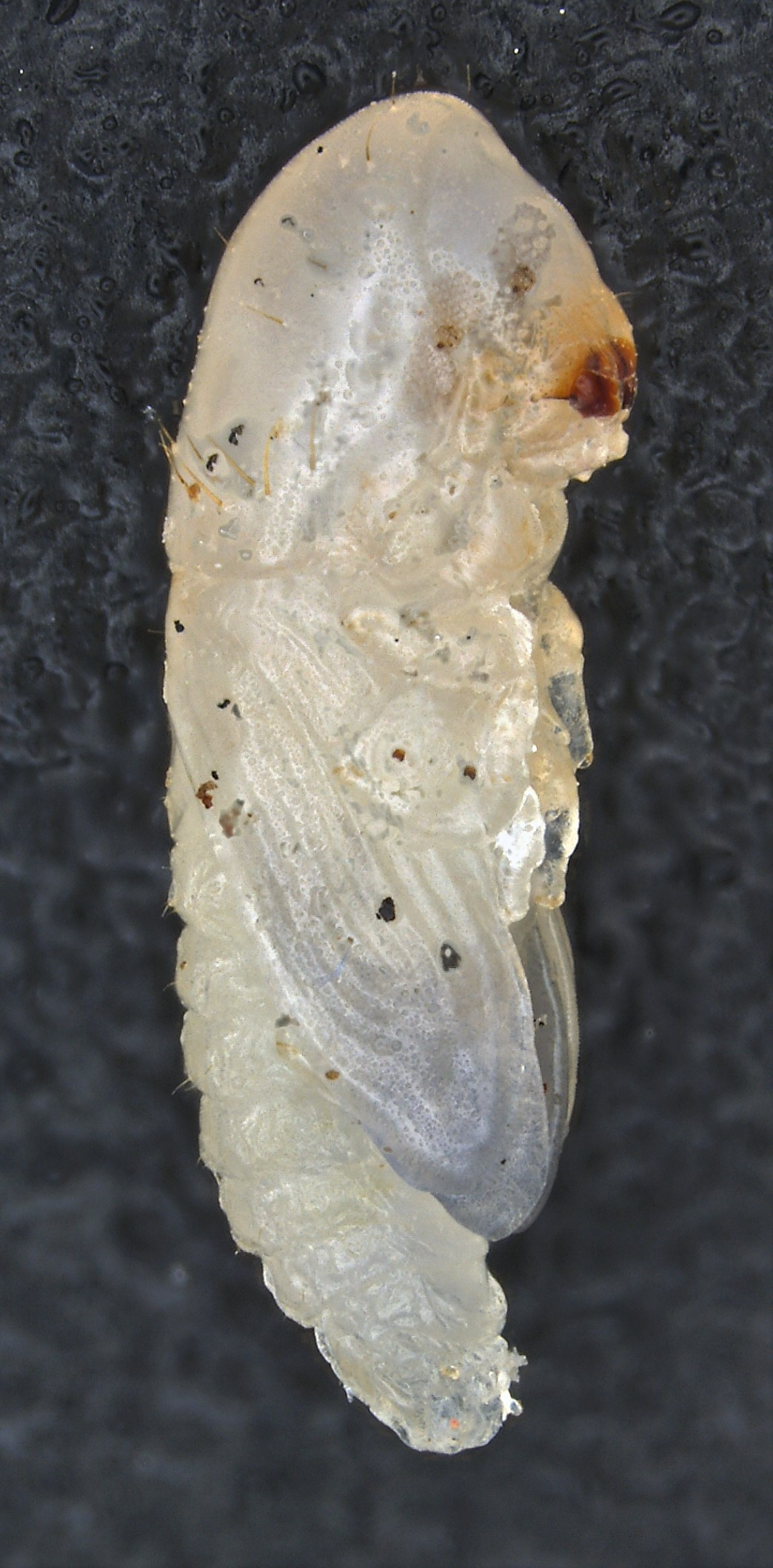
Chrysalide de X. glabratus.

Ses larves sont d'apparence similaire à d'autres larves de coléoptères, se développant comme un « ver blanc » sans pattes, avec une capsule céphalique de couleur ambre. Ses chrysalides sont blanchâtres, exarées (avec des appendices libres) et de taille similaire à celle de l'adulte.

## Biologie
On pense que Xyleborus glabratus est originaire d'Asie ou d'Asie du sud-est. Les mâles sont haploïdes, de plus petite taille et incapables de voler. La biologie de cette espèce est mal connue, mais présumée similaire à celle des autres coléoptères de l'ambrosia : les larves et les adultes se nourrissent du champignon symbiotique qu'ils transportent avec eux, et non du bois de l'arbre hôte. Les spores du champignon sont transportées dans des mycangiums à la base de chaque mandibule.
Le développement larvaire dure de cinquante à soixante jours. Les populations étudiées augmentent régulièrement jusqu'à la fin de l'été et au début de l'automne, sans pics de population distincts, ce qui conduit les chercheurs à croire qu'il y a des générations qui se chevauchent, avec une reproduction tout au long de l'année.

## Histoire de son expansion
Xyleborus glabratus peut se propager au moins de deux façons. La première par sa reproduction et sa migration naturelles. La deuxième par la vente et le transport du bois infesté comme bois de chauffage et pour les grillades en plein air.
Le coléoptère a été détecté pour la première fois aux États-Unis en 2002, à Port Wentworth, en Géorgie,. Il a été suggéré qu'il aurait été introduit dans le pays dans le bois de caisses d'emballage. L'importance de ces détections est devenue évidente lorsque le coléoptère a été identifié comme le vecteur de la maladie du flétrissement de l'avocatier (en), une maladie fongique qui avait tué un grand nombre de lauriers de Caroline (en). Le champignon se développe dans tout le xylème de l'arbre, empêchant le transport de l'eau et des nutriments dans toute la plante. La mort peut survenir de quatre à onze semaines après l'inoculation.